# Hydrophorus canescens
Hydrophorus canescens är en tvåvingeart som beskrevs av Wheeler 1896. Hydrophorus canescens ingår i släktet Hydrophorus och familjen styltflugor. Inga underarter finns listade i Catalogue of Life.